# 王冕
王冕（1287或1310年—1359年），字元章，号煮石山农、饭牛翁、会稽外史、梅花屋主等，诸暨（今属浙江绍兴）人。元朝画家、学者、诗人和篆刻家。

## 生平
十世祖王德元，為宋朝清远军节度使。王冕時門第沒落，为農民之子，白天放牛，晚至佛寺长明灯下读书，八岁始入学，被视为神童，早年師從王止齋、韓性，青年時不信神鬼，曾多次參加過科舉考試不第，即弃去，读古代兵法。後买舟下姑蘇，出游金陵、九江口，历览名山大川，曾游燕京（即元大都），在大都時，秘書卿泰不花推薦他入館供職，力辭不就。
王冕晚年结庐于会稽九里山，庐名“梅花屋”，“种豆三亩，粟倍之，梅千树，桃杏居其半，芋一区，薤韭各百本；引水为池，种鱼千余头”，王冕以墨梅最為出色，他常畫一枝梅花，橫斜在畫幅的中間，枝幹一拉數尺長，盡顯風骨，孤傲倔強，充分反映了他堅貞磊落的性格。明太祖入婺州，以王冕為諮議參軍，病卒於元順帝至正十九年（即1359年）。

## 贡献
他是元朝末年重要的画家，对中国画特别是写意花鸟画的发展，作出了重大贡献；而花鸟画中，王冕又以画梅花最为著名，画梅以胭脂作没骨体，求畫者眾，傳世作品有《南枝春早圖》、《三君子圖》等。
王冕在篆刻艺术上也多有创获。王冕的诗多作描写隐逸生活，部分作品也能反映民间疾苦，语言质朴，不拘常格，有些流露出对蒙元政治的不满。吴敬梓的《儒林外史》有写到王冕，但與史實有较大出入。

## 著作
王冕著有《竹斋集》。

### 诗
《墨梅》：「我家洗硯池頭樹，個個花開淡墨痕。不要人誇好顏色，只留清氣滿乾坤。」